# Sphaeroeca
Sphaeroeca — рід водних одноклітинних організмів з родини Codonosigidae класу хоанофлагелят (Choanoflagellatea). Містить 3 види.

## Види
- Sphaeroeca laxa S.A.Guarrera, 1985
- Sphaeroeca salina Bourrelly, 1957
- Sphaeroeca volvox Lauterborn, 1894